# 莱昂·莫罗
莱昂·莫罗（法語：Léon Moreaux，1852年3月10日—1921年11月11日），法国男子射击运动员。他曾代表法国参加1900年和1908年夏季奥林匹克运动会射击比赛，共获得二枚银牌和一枚铜牌。